# Горња Јагодина
Горња Јагодина је насељено мјесто у општини Вишеград, Република Српска, БиХ. Према попису становништва из 1991. у насељу је живјело 2 становника.

## Становништво
По последњем службеном попису становништва из 1991. године, насеље Горња Јагодња је имало 2 становника. Сви становници су били Срби.
| Демографија- | Демографија- | Демографија- |
| Година       | Становника   | Становника   |
| ------------ | ------------ | ------------ |
| 1981.        | 0            |              |
| 1991.        | 2            |              |